# Jakub Podaný
Jakub Podaný (Přerov, 15 juni 1987) is een Tsjechisch voetballer die bij voorkeur als linkervleugelspeler speelt. Sinds 2014 speelt hij in de Indian Super League voor Atlético de Kolkata.

## Carrière
Podaný maakte zijn debuut in het betaalde voetbal in eigen land bij Bohemians Praag. Na zijn terugkeer in 2010 bij Sparta Praag, het team waar hij zijn jeugdopleiding genoot, werd hij achtereenvolgens verhuurd aan FK Senica, SK Sigma Olomouc, FK Teplice en Kalloni FC. In 2012 won hij met Sigma Olomouc de Ondrášovka Cup door de club waarvan hij was gehuurd, met 1–0 te verslaan.
Op 21 augustus 2014 werd bekend dat hij in het eerste seizoen van de Indian Super League zou spelen. In de zesde ronde van de internationale draft werd hij als derde gekozen door Atlético de Kolkata. Hij maakte zijn debuut in de gewonnen wedstrijd tegen Mumbai City FC. Zijn eerste doelpunt in India maakte hij vier dagen later; tegen NorthEast United FC maakte hij in blessuretijd de tweede treffer.

## Erelijst

### MetSK Sigma Olomouc
| Competitie                      | Winnaar | Winnaar | Runner-up | Runner-up |
| Competitie                      | Aantal  | Jaren   | Aantal    | Jaren     |
| ------------------------------- | ------- | ------- | --------- | --------- |
| Nationaal                       |         |         |           |           |
| Kampioen Ondrášovka Cup (beker) | 1×      | 2011/12 |           |           |